# Lassy (Val-d'Oise)
Lassy is een gemeente in het Franse departement Val-d'Oise (regio Île-de-France) en telt 182 inwoners (2004). De plaats maakt deel uit van het arrondissement Sarcelles.

## Geografie
De oppervlakte van Lassy bedraagt 1,9 km², de bevolkingsdichtheid is 95,8 inwoners per km².
De onderstaande kaart toont de ligging van Lassy (Val-d'Oise) met de belangrijkste infrastructuur en aangrenzende gemeenten.

## Demografie
Onderstaande figuur toont het verloop van het inwonertal (bron: INSEE-tellingen).